# Città fantasma

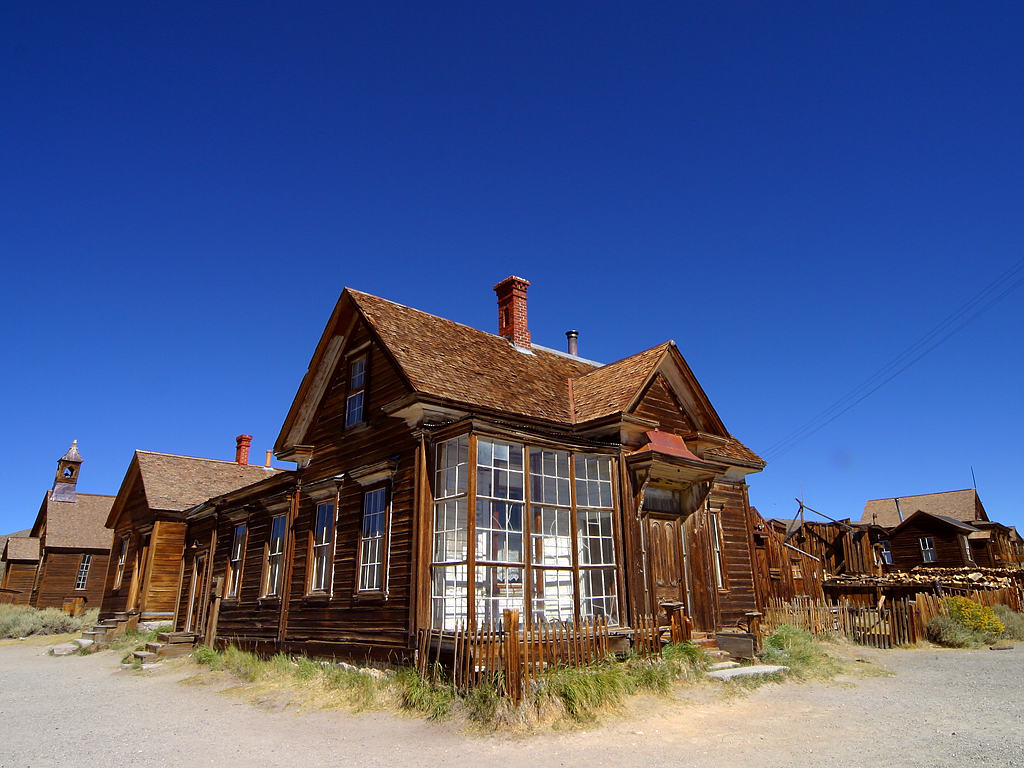
Bodie, città fantasma in California, definitivamente abbandonata nel XX secolo al termine della corsa all'oro

Una città fantasma o città morta è un centro abitato abbandonato dai suoi residenti, per cause sociali (ad esempio il fallimento dell'economia locale e l'esodo della popolazione verso zone più ricche), guerre o calamità naturali. Secondo le dimensioni si parla in italiano anche di paese fantasma.
L'espressione ghost town, di cui la forma italiana è un calco, emerge nell'inglese americano verso il 1870-1875.
Il termine viene anche usato in senso dispregiativo, parlando di aree dove la popolazione corrente è notevolmente minore di quanto era in passato. Può anche essere utilizzato per descrivere città fantasma parziali, come Tonopah, nel Nevada, o quartieri disabitati, come Love Canal. Esistono città fantasma, come Oatman, in Arizona, o numerosi siti in Egitto, meta di turisti e per cui le entrate economiche del turismo sono necessarie alla sopravvivenza. Ci sono poi città fantasma totalmente abbandonate, come Bodie, in California, e Craco, in Basilicata, anch'esse spesso meta di turisti o, nel caso di Craco, luogo dove girare film.
Una città fantasma può essere un sito archeologico dove rimane poco o niente sopra la superficie, come Babilonia. Alcune città fantasma rinascono sotto forma di città viventi, come Alessandria d'Egitto. Spesso una città fantasma ha un importante valore artistico e architettonico, come Vijayanagara in India o Chang'an in Cina. Esistono città fantasma pressoché in tutti gli Stati e le regioni importanti.

## Cause

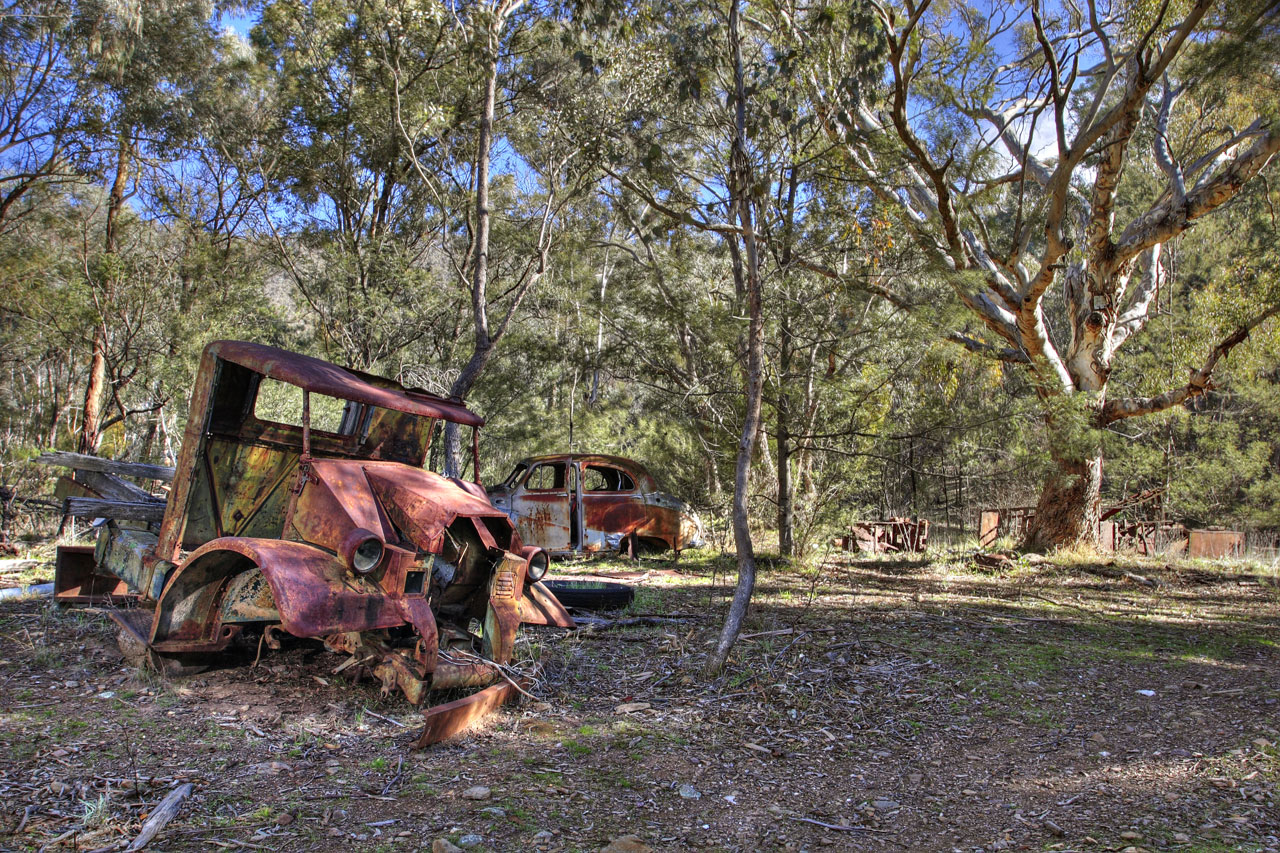
Come accadde a molte città nate a seguito della corsa all'oro, Cassilis, in Australia, è adesso abbandonata

Tra i fattori che portano all'abbandono delle città si possono annoverare la sopravvenuta mancata reperibilità di risorse naturali come l'acqua, o di autostrade o ferrovie che passano in mezzo o non passano più per le città (come successe in molte città fantasma dell'Ontario attraversate dalla storica Opeongo Line), spostamento delle attività economiche da qualche altra parte, interventi umani come la deviazione di autostrade (come successe a molte città dislocate lungo la Route 66, negli Stati Uniti, quando vennero costruite le più veloci I-44 e I-40, escludendo le città stesse dal traffico), deviazione di fiumi (per esempio, il lago d'Aral), e disastri nucleari come Černobyl'. Città fantasma sono state inoltre prodotte da epidemie; per esempio, alcune città nell'Arkansas orientale furono abbandonate a seguito della quasi totale distruzione provocata dalla spagnola tra il 1918 e il 1919. Il Medio Oriente annovera anche molte città fantasma create dalla caduta di imperi, o dal cambiamento delle politiche, che rese città importanti socialmente o economicamente inabitabili, come Ctesifonte, nell'attuale Iraq.
Anche disastri naturali possono creare città fantasma. Dopo aver subito oltre 30 inondazioni dalla data della nascita della città (1845), gli abitanti di Pattonsburg, nel Missouri, ne ebbero abbastanza, dopo due ulteriori inondazioni nel 1993. Con l'aiuto del governo, l'intera città fu ricostruita a pochi chilometri di distanza, ribattezzandola New Pattonsburg, lasciando la vecchia Pattonsburg disabitata. Possono inoltre crearsi città fantasma quando la terra su cui sorgono viene espropriata dal governo, e tutti gli abitanti sono obbligati a lasciarle, come quando la NASA ebbe bisogno di un centro di test per la propulsione dei razzi e costruì il John C. Stennis Space Center nel Mississippi, che richiese una vastissima porzione di territorio (pari a 55 chilometri quadrati) intorno alla zona di test vero e proprio, per via dei potenziali danni provocati dagli esperimenti sui razzi.
Tutto ciò creò comunità abbandonate e strade sorte nel mezzo della foresta. Ci sono anche città fantasma sommerse, create dalla costruzione di dighe. Un buon esempio può essere Loyston, città fantasma in Tennessee, che fu inondata a seguito della creazione del lago Norris o il piccolo paese italiano di Fabbriche di Careggine anch'esso sommerso dopo la costruzione di un bacino idrico. L'insediamento esiste ma è stato riorganizzato e ricostruito su un livello più elevato. Centralia, in Pennsylvania, fu abbandonata per via di un incendio sotterraneo ma, considerando che alcuni abitanti decisero di rimanere nonostante i pericoli, non può essere classificata come una vera città fantasma.

## Città fantasma rinate
Alcune città fantasma conoscono una seconda vita, spesso dovuta al turismo che interessa le città fantasma di importanza storica, e che sostiene un'economia capace di mantenere i residenti. Ad esempio, Walhalla, in Australia, diventò una città deserta dopo che la sua miniera d'oro cessò la sua attività. In parte per la relativa accessibilità e in parte per la vicinanza ad altre località d'attrazione, Walhalla ha avuto una crescita in economia e popolazione.
La seconda città d'Egitto, Alessandria, era una città fiorente in età antica, ma declinò durante il Medioevo, diventando nel XVIII secolo una città fantasma, con appena 150 abitanti. Solo l'età contemporanea ha visto la sua crescita in una città popolata da 3,5-5 milioni di abitanti.

## Città fantasma nel mondo

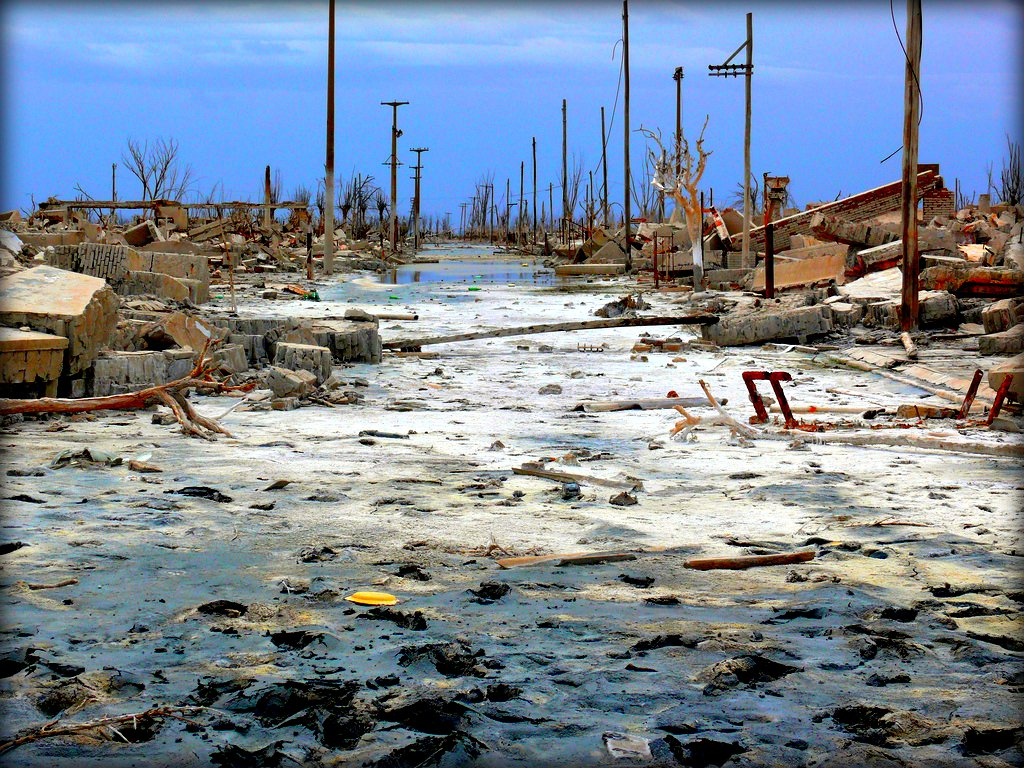
Villa Epecuén (Argentina)

### Argentina
La maggior parte degli immigrati europei in Argentina si stabilì nelle città, che offrivano lavoro, educazione e l'opportunità di entrare nella classe media. Molti si stabilirono nelle cittadine che crescevano lungo i sempre più frequenti collegamenti ferroviari. A partire dagli anni trenta, molti contadini si trasferirono nelle grandi città.
Gli anni novanta videro molti paesi diventare città fantasma, quando cessarono i servizi ferroviari e i prodotti locali furono sostituiti da grandi quantità di beni economici importati. Alcune città fantasma vicine alle città (tra cui Villa Epecuén) offrono attrazioni turistiche, specialmente durante i fine settimana.

### Brasile
Ci sono alcuni paesi fantasma nella foresta amazzonica, come Fordlândia.

### Cambogia
La stazione climatica di Bokor è stata abbandonata negli anni quaranta, a causa delle insurrezioni locali guidate dal Khmer Issarak durante la guerra d'Indocina. Anche la stessa capitale Phnom Penh fu una città fantasma tra il 1975 e il 1979 durante il regime dei Khmer rossi.

### Canada
Sono presenti città fantasma nell'Ontario del Nord e nell'Ontario centrale, Columbia Britannica, Saskatchewan, Terranova e Labrador (vedi gli outport della Terranova) in Canada e in Québec (alcune di queste erano città nate per l'estrazione della legna, o sia di legna che di minerali).

### Croazia
Duecastelli (o Dvigrad) è una cittadina medievale istriana abbandonata.

### Finlandia
In Finlandia la maggior parte della popolazione vive in grandi città, e alcuni villaggi vicini al confine russo e in Lapponia sono abbandonati.

### Germania
Questo processo continua ai giorni nostri, con il villaggio di Etzweiler, nel Nord-ovest della Germania, abbandonato negli anni novanta per fare posto a una miniera di carbone.

### Giappone

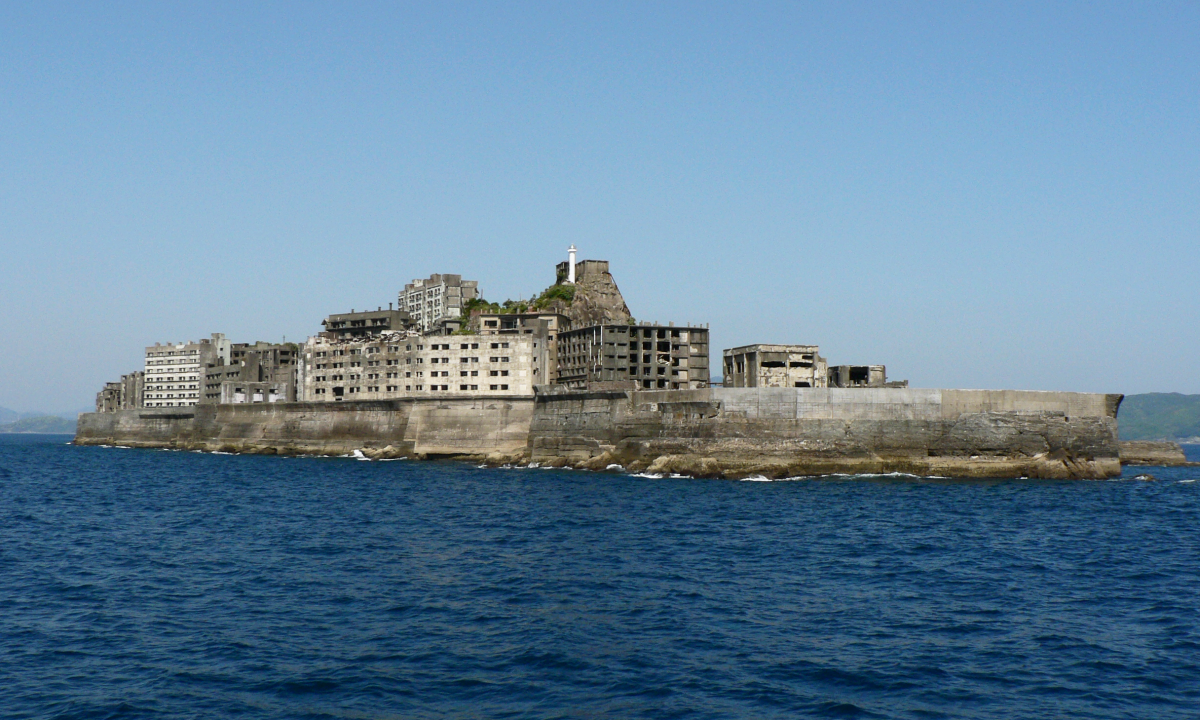
Hashima

Hashima fu una città mineraria giapponese dal 1887 al 1974, posta sull'isola omonima. Conosciuta una volta per avere la maggiore densità di popolazione al mondo (nel 1959, 3 450 abitanti per chilometro quadrato), l'isola fu abbandonata quando le miniere di carbone furono chiuse.

### Grecia
La città di Vathia, nel Sud del Peloponneso, era una tappa per i crociati che s'imbarcavano per il Medio Oriente. Vathia è diventata una città abbandonata.

### Groenlandia
In Groenlandia sono presenti molte città fantasma. Alcuni esempi sono Etah e Ivittuut.

### Guyana
Jonestown, in Guyana, divenne una città fantasma dopo il suicidio di massa della comunità del Tempio del popolo che viveva lì.

### Kiribati
Il villaggio di Paris, situato sull'isola di Kiritimati, è stato completamente abbandonato.

### Namibia

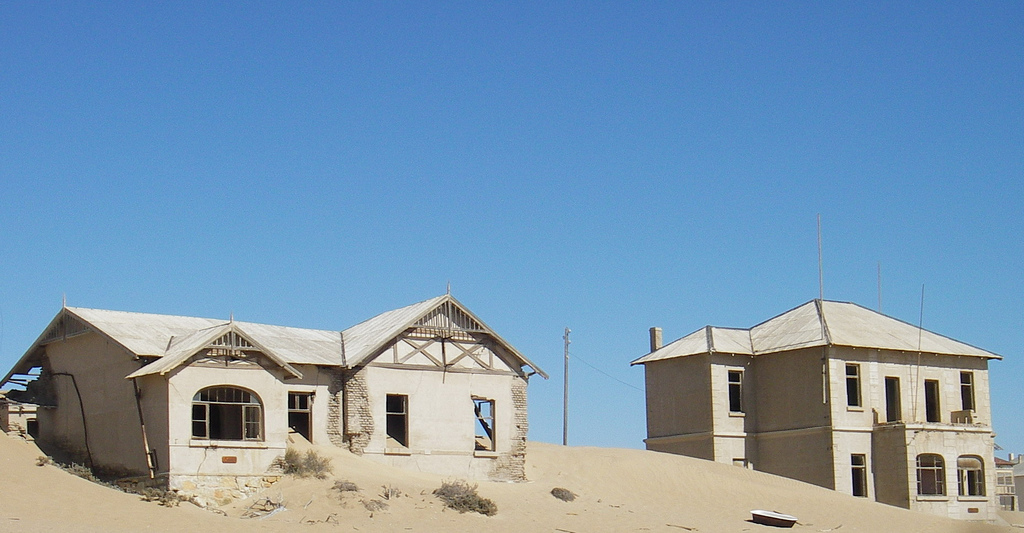
Kolmanskop (Namibia)

La città mineraria di Kolmanskop venne fondata dai tedeschi nei primi anni del XX secolo e attualmente si trova in stato d'abbandono e invasa dalla sabbia.
Pomona è una città della Namibia meridionale, situata a sud della cittadina di Lüderitz lungo la costa atlantica e a soli 15 chilometri a sud di Elizabeth Bay.

### Norvegia
Pyramiden (parola norvegese, "la piramide", russo: Пирамида) era una colonia russa di minatori nell'arcipelago delle isole Svalbard, in Norvegia. Fu fondata dalla Svezia nel 1910 e venduta all'Unione Sovietica nel 1927. La colonia, con una popolazione di 1 000 abitanti, fu abbandonata alla fine degli anni novanta dai suoi proprietari (la compagnia statale Trust Artikugol) ed è una città fantasma. Non ci sono restrizioni per visitare Pyramiden, ma la maggior parte degli edifici è sigillata. Comunque, senza un permesso, i visitatori non possono entrare in nessuno degli edifici, anche se le porte sono aperte. Pyramiden è raggiungibile in battello o snowmobile. Sono possibili visite guidate (in russo, norvegese e inglese).

### Regno Unito
La capitale de iure dell'isola di Montserrat, Plymouth venne abbandonata a causa dell'eruzione del vulcano Soufrière Hills, che causò l'evacuazione degli abitanti.

### Repubblica Ceca
Doupov era una città cecoslovacca al confine con la Germania originariamente abitata da popolazione tedesca che fu espulsa dopo la seconda guerra mondiale. Nel 1967 vi fu girato il film di fantascienza Konec srpna v hotelu Ozón.

### Russia
Molti villaggi in Siberia sono stati abbandonati. Un esempio è Ušakovskoe, sull'isola di Wrangel.

### Spagna

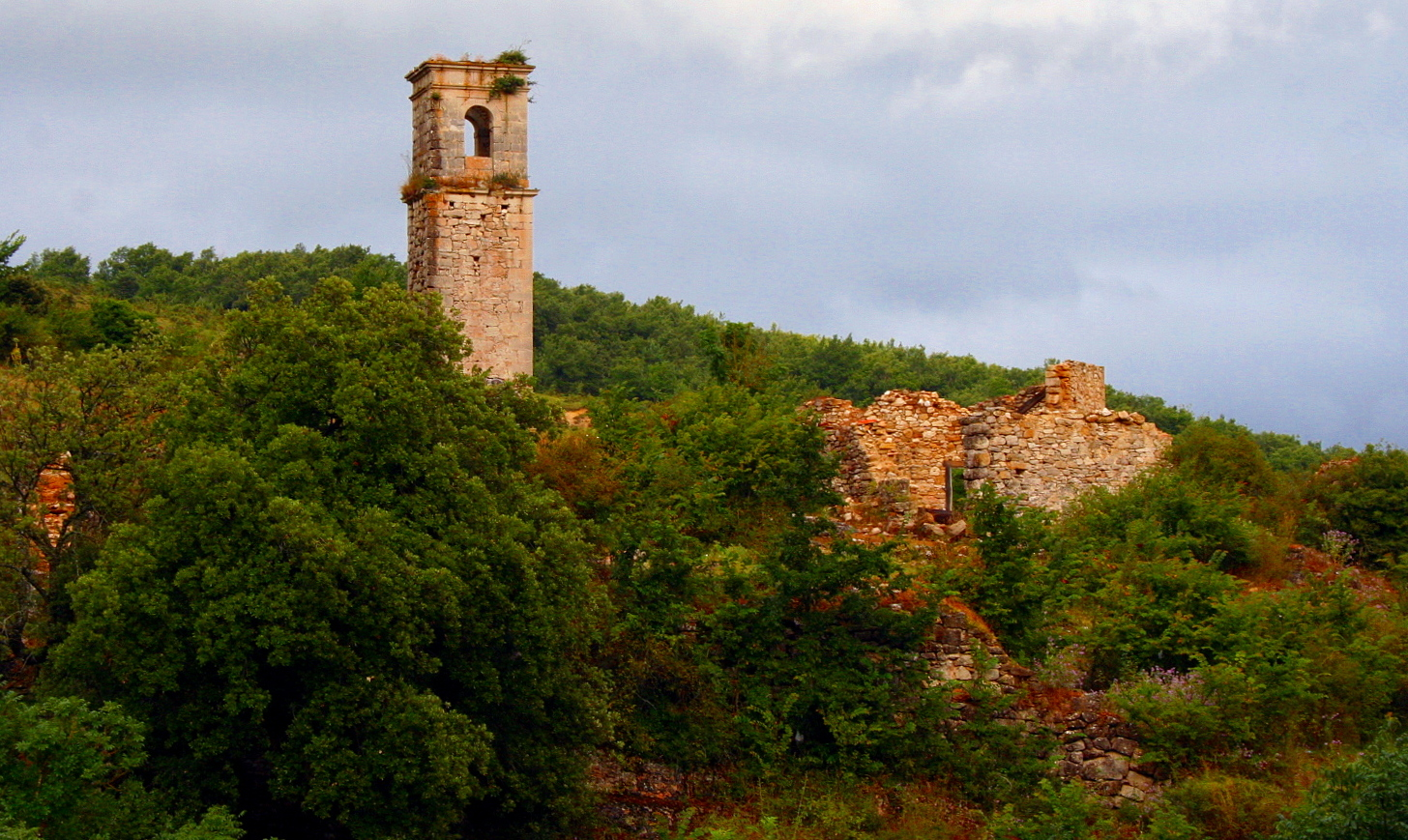
Ochate

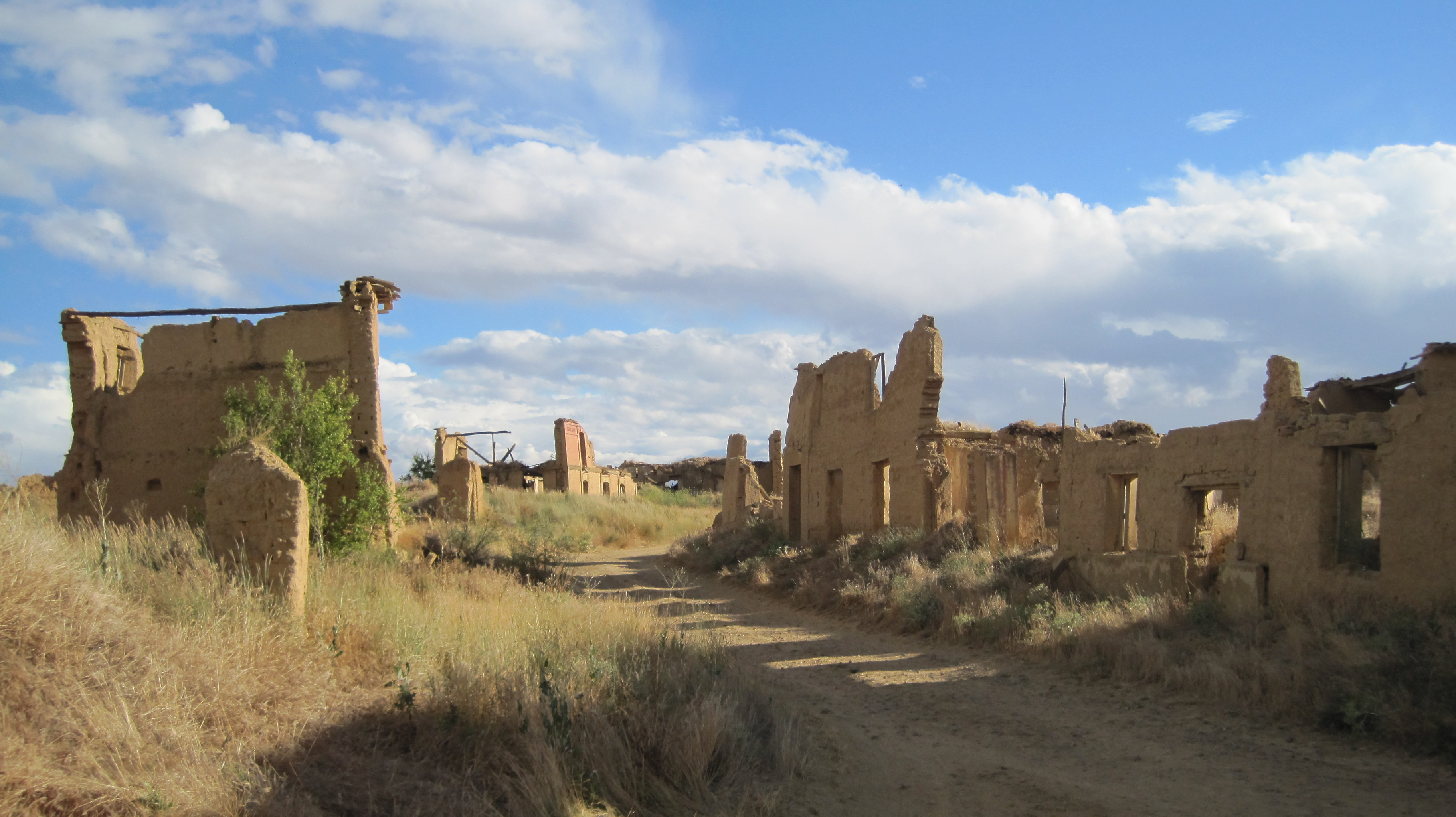
Rovine e sottobosco nella spopolata Villacreces (Spagna)

Ochate è un villaggio situato nel Condado de Treviño, abbandonato intorno al 1920-1930, data l'emigrazione dei suoi abitanti verso altre città vicine. Non si può raggiungere in automobile ed è percorribile solamente a piedi. Il borgo è quasi ridotto a un rudere, solamente alcune case, una torre dell'antica chiesa di San Miguel e una necropoli medievale conservano un buono stato. Ochate ha raggiunto una certa fama per presunti fenomeni paranormali, legati agli UFO, dato che una fotografia ritrae un oggetto non identificato volare nelle vicinanze del villaggio, anche se l'attendibilità del documento è dubbia.

### Stati Uniti d'America

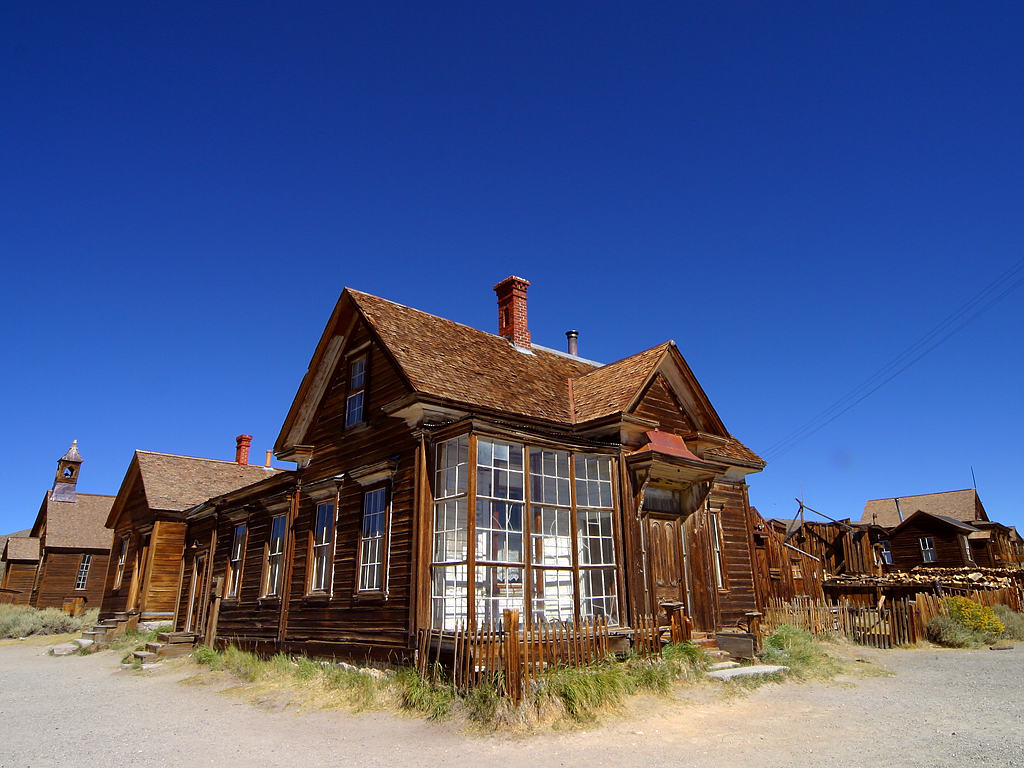
Un angolo di una strada della città fantasma di Bodie, in California

Ci sono moltissime città fantasma nelle Grandi Pianure (Great Plains) statunitensi, le cui aree rurali hanno perso un terzo della loro popolazione del 1920. Solo nel Kansas ci sono più di 6 000 insediamenti abbandonati, secondo lo storico del Kansas Daniel Fitzgerald. Inoltre, le città fantasma sono comuni nelle aree dove in passato si estraevano minerali, o erano presenti fabbriche, solitamente per la tessitura del cotone: Colorado (l'insediamento di St. Elmo), Arizona, Nevada, Nuovo Messico, Minnesota (ad esempio Elcor), Montana, Wyoming (l'insediamento di Cambria) e California negli Stati Uniti dell'Ovest, e Virginia Occidentale negli USA orientali, ma ne esistono anche in alcuni Stati del Sud, quali Texas, Louisiana, Arkansas, Georgia e Florida. Quando le risorse che avevano creato un boom di occupazione in queste città terminarono, gli affari cessarono di esistere, e le popolazioni si trasferirono in aree più produttive. A volte una città fantasma consiste di molti vecchi edifici abbandonati (come Bodie, in California), mentre altre volte è formata semplicemente da strutture o fondamenta di costruzioni che non esistono più (come Graysonia, in Arkansas).
Alcune città fantasma faticano a morire come Orla (Texas), che con due abitanti ha anche un ufficio postale funzionante.
Vecchi insediamenti di minatori che hanno perso buona parte della loro popolazione in un certo momento della loro storia, come Central City, Aspen, Cripple Creek e Crested Butte in Colorado, Virginia City e Marysville nel Montana, Tombstone in Arizona, Deadwood in Dakota del Sud o Park City nello Utah sono spesso inclusi nella categoria, anche se ai giorni nostri sono città e paesi attivi.
Meritevole di citazione è anche la cittadina di Centralia in Pennsylvania, le cui tragiche vicende hanno ispirato la versione cinematografica dell'immaginaria Silent Hill, nel film tratto dall'omonimo videogioco.
Un tentativo di dichiarare una "Città fantasma ufficiale" della California fallì quando i sostenitori della città di Calico, nella California meridionale, e quelli della città di Bodie, nella California settentrionale, non riuscirono a trovare un accordo su quale delle loro città preferite fosse la più meritevole.

### Svezia
A volte, guerre e genocidi fermavano la vita di una città. Questo successe alla città svedese di Sjöstad, nel Närke, nel 1260, quando i 700 mercanti della città attraversarono il lago di Vättern ghiacciato e furono sterminati dai Danesi. Quindi i Danesi proseguirono verso la città, distruggendola e bruciandola. La città non fu mai ricostruita. Una fattoria chiamata Skyrstad, rovine e un tesoro in argento che produsse 4 000 monete sono tutto ciò che testimonia la sua esistenza.

### Turchia
Il villaggio di Kayaköy venne abbandonato dai greci dopo la guerra greco-turca e viene utilizzato come museo all'aperto.

### Ucraina
La città di Pryp"jat' e dozzine di insediamenti minori nel Nord dell'Ucraina (come ad esempio Kopači) furono abbandonati dopo il disastro di Černobyl'.

## Galleria d'immagini

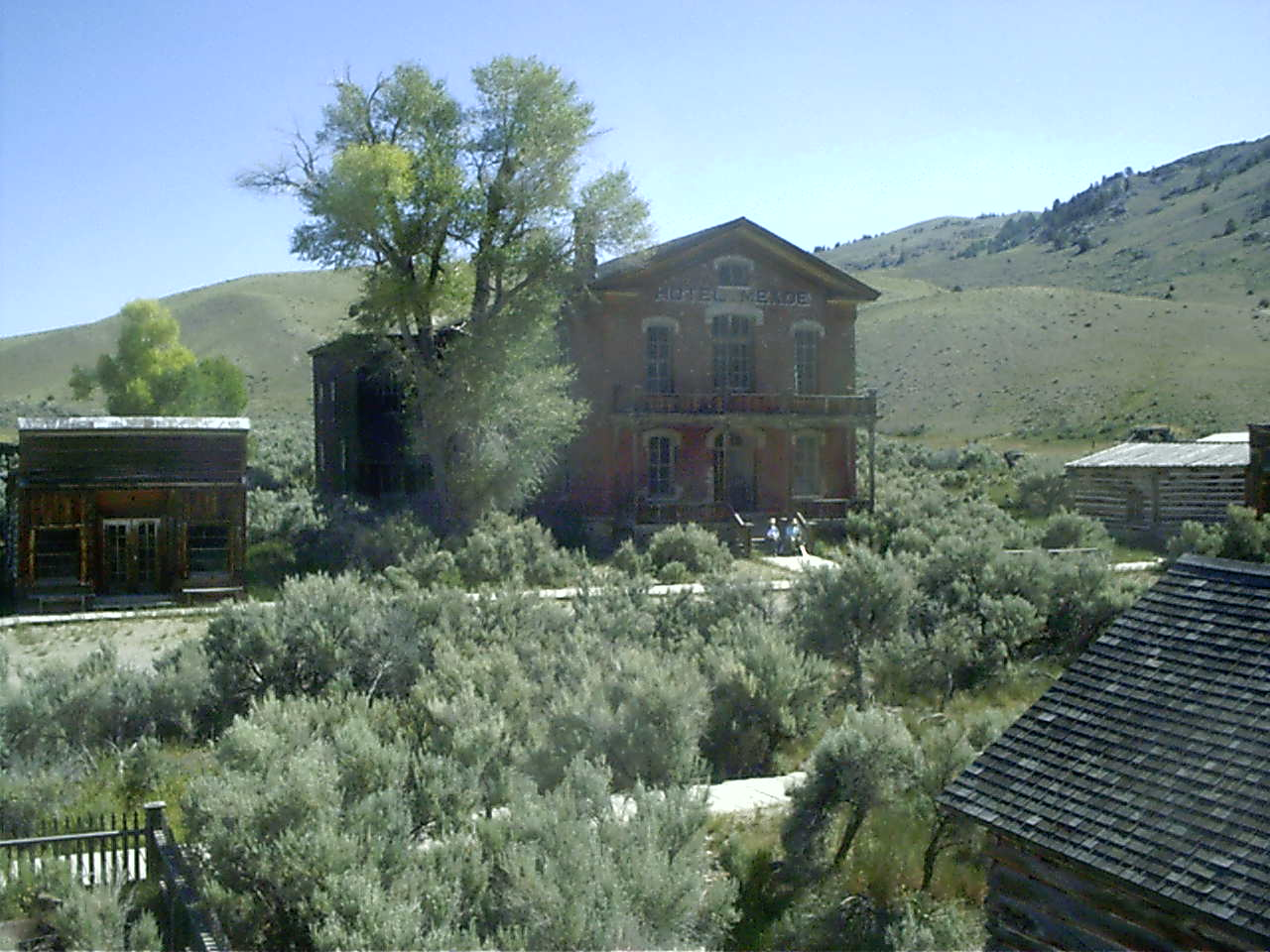
La città fantasma di Bannack, nel Montana
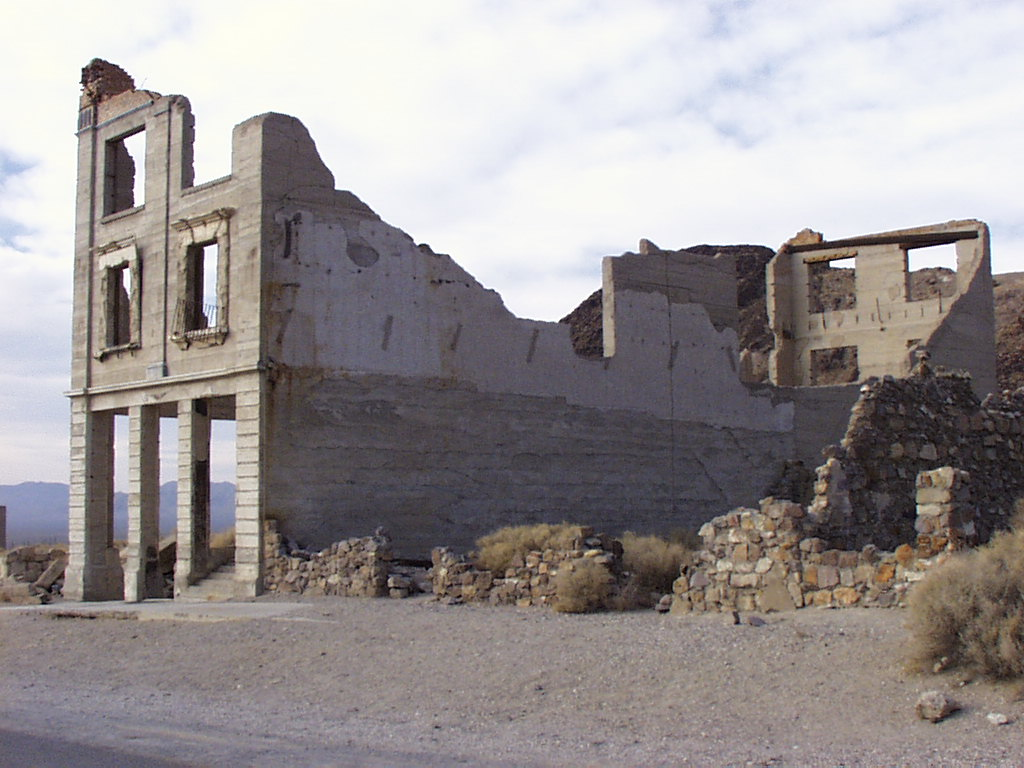
Banca abbandonata a Rhyolite, Nevada
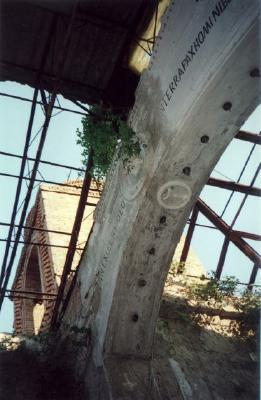
Chiesa a Tocco Caudio, Italia
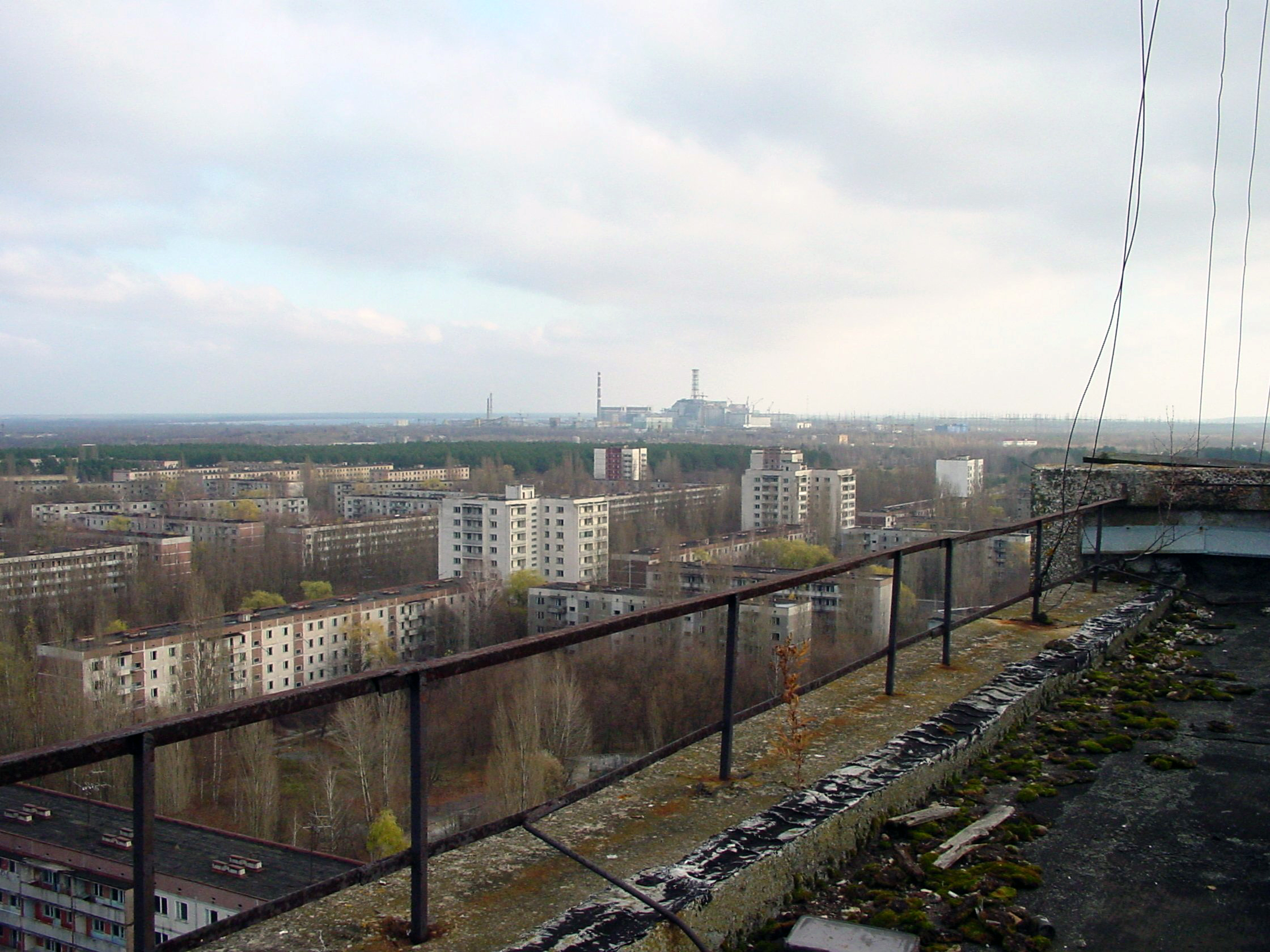
La città fantasma di Pryp"jat' adiacente alla centrale nucleare di Černobyl'
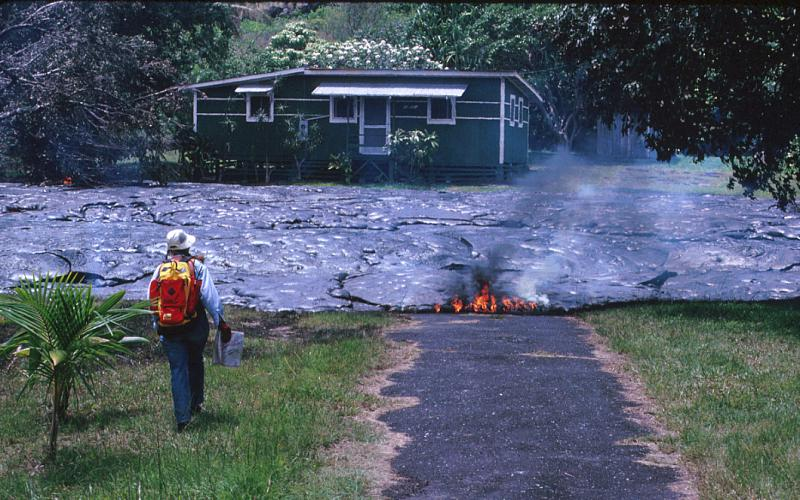
La città di Kalapana, Hawaii fu trasformata in una città fantasma dalla lava nel 1990
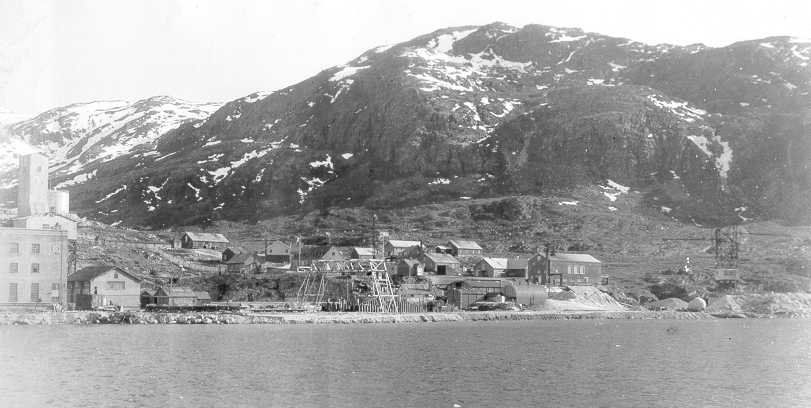
Il paese di Ivittuut, in Groenlandia, prima del suo abbandono